# Jerzy Szeruda

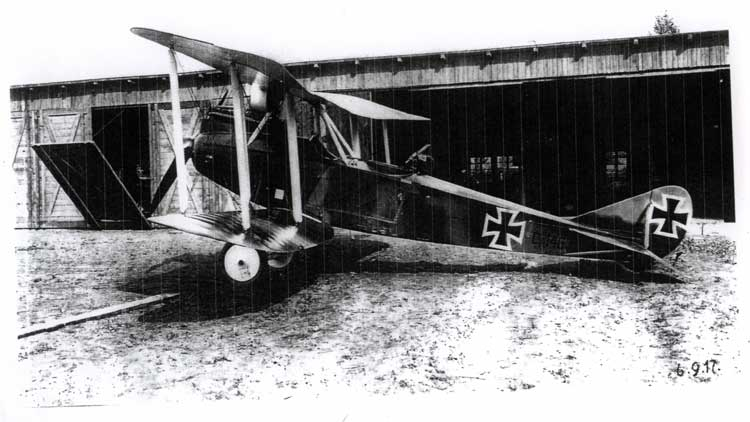
Rumpler C.IV – na takim samolocie zginął Jerzy Szeruda

Jerzy Szeruda (ur. 16 października 1891 w Wędryni, zm. 16 lutego 1919 w okolicy Przemyśla) – polski lotnik wojskowy, sierżant pilot Wojska Polskiego II RP.

## Życiorys
Urodził się 16 października 1891 w Wędryni na Śląsku Cieszyńskim, wchodzącym w skład  Austro-Węgier. W 1914, z chwilą wybuchu I wojny światowej, wcielony został do cesarskiej i królewskiej armii. Na początku 1915 został odkomenderowany do szkoły pilotażu w Wiener Neustadt. Później doskonalił swoje umiejętności w Lugos (obecnie Lugoj w Rumunii) oraz w Aradzie. Po ukończeniu szkolenia został skierowany jako pilot na front do eskadry myśliwskiej. Do końca wojny służył w lotnictwie austriackim. Po kapitulacji Austro-Węgier wrócił do Polski i zgłosił się do lotnictwa polskiego. Został wcielony do 5 eskadry wywiadowczej stacjonującej na Lotnisku Rakowickim w Krakowie, rozpoczynając służbę w charakterze pilota.
W czasie wojny polsko-ukraińskiej razem z eskadrą został przeniesiony na lotnisko Hurka koło Przemyśla. W dniu 16 lutego 1919 roku razem z porucznikiem obserwatorem Janem Pareńskim został wysłany na lot bojowy na samolocie Rumpler C.IV (nr fabr. 5040/?). W czasie wykonywania manewru po starcie samolot wpadł w korkociąg i runął na ziemię. W wypadku śmierć ponieśli obaj lotnicy.
Za zasługi został odznaczony Polową Odznaką Pilota. Pochowano go na cmentarzu Rakowickim w Krakowie.